# Marinha Filipina
A Marinha Filipina (em tagalo: Hukbóng Dagat ng Pilipinas, em espanhol: Armada Filipina), é o serviço de guerra naval das Forças Armadas das Filipinas, ela tem um efetivo ativo estimado em 24000 homens, e opera cerca de 101 navios.